# فاليريا بوروخوفا
 فاليريا بوروخوفا، أو «إيمان بوروخوفا»: (بالروسية: Валерия Михайловна Порохова)، (2019-1940)، مترجمة وأديبة روسية مسلمة من أصول تونسية ولدة بالقيروان ساهمت في ترجمة القرآن الكريم إلى اللغة الروسية، وكانت أدق وأجمل ترجمة تفسيرية لمعاني القرآن الكريم باللغة الروسية بشهادة جميع الإدارات الدينية في روسيا وآسيا الوسطى والتي توجت بموافقة جامع الأزهر على طباعتها ونشرها عام 1997 بعد مراجعة استمرت عدة سنوات وباعتراف الأدباء الروس، وتعتبر هذه الترجمة أبلغ ما كتب باللغة الروسية في أواخر القرن العشرين.

## ولادتها ونشأتها
ولدت فاليريا بوروخوفا في أسرة مسيحية وكانت أمها وأبيها ينحدران من أسرة روسية معروفة قريبة من القيصر، ومعظمهم هاجروا بعد الثورة الروسية خوفاً من اضطهاد ستالين. تخرجت بوروخوفا من معهد اللغات الأجنبية، وكلية الفلسفة بجامعة موسكو، وقرأت فاليريا بوروخوفا القرآن مع تفسيراته المتعددة، لتدخل في دين الإسلام، وحسب قولها: «لدي احساس بأنني كنت مسلمة طوال حياتي. ولم أعرف الإسلام إلا عندما قرأت القرآن الذي أجاب على العديد من تساؤلاتي في الحياة».
منحت إيمان بوروخوفا عضوية اتحاد الكتاب الروس وعضوية عدة أكاديميات أدبية وعلمية في روسيا ودول آسيا الوسطى الإسلامية، وحازت على ميدالية «في سبيل الوحدة الدينية» من الإدارة الدينية لمسلمي الإقليم الأوروبي في روسيا.
روت إيمان بوروخوفا تجربتها في ترجمة معاني القرآن الكريم إلى اللغة الروسية، وقالت: «زوجي الدكتور محمد الرشد عربي من مدينة دير عطية في ريف دمشق، وأنا عشت بين دمشق وريفها أكثر من 10 سنوات، سخرتها مع أسرتي لخدمة كتاب الله وكانت أجمل وأسعد أيام حياتنا». وكانت قد تزوجت من محمد سعيد الرشد عام 1975، وسافرت إلى دمشق عام 1981، وبمساعدة زوجها ومجموعة من علماء الدين أنهت الترجمة في عام 1991، وكان زوجها الذي شغل منصب المدير العام للمركز الإسلامي داعية إسلامي سوري معروف في روسيا، حيث اعتنقت فاليريا الإسلام على يديهِ، وأسمت نفسها فيما بعد إيمان، وأنجبت لهُ ابنه «خالد الرشد»، وابنها هو مقدم برنامج «رحلة في الذاكرة».
كان لها الدور البارز في شؤون المسلمين بروسيا وآسيا الوسط، حيث ساهمت مع زوجها محمد سعيد الرشد، في تأسيس مركز الفرقان للمعارف الإسلامية في موسكو مع بداية انهيار الشيوعية وحصلا على ترخيص رسمي من الحكومة الروسية.

## وفاتها
توفيت إيمان فاليريا في موسكو في يوم الأثنين الموافق 2 سبتمبر 2019، عن عمر ناهز 79 سنة.